# Saint-Macaire
Saint-Macaire – miejscowość i gmina we Francji, w regionie Nowa Akwitania, w departamencie Żyronda.
Według danych na rok 1990 gminę zamieszkiwało 1459 osób, a gęstość zaludnienia wynosiła 815 osób/km² (wśród 2290 gmin Akwitanii Saint-Macaire plasuje się na 292. miejscu pod względem liczby ludności, natomiast pod względem powierzchni na miejscu 1572.).